# Moriaphila princeps
Moriaphila princeps är en skalbaggsart som beskrevs av Blanchard 1842. Moriaphila princeps ingår i släktet Moriaphila och familjen Cetoniidae. Inga underarter finns listade i Catalogue of Life.